# IP-адреса

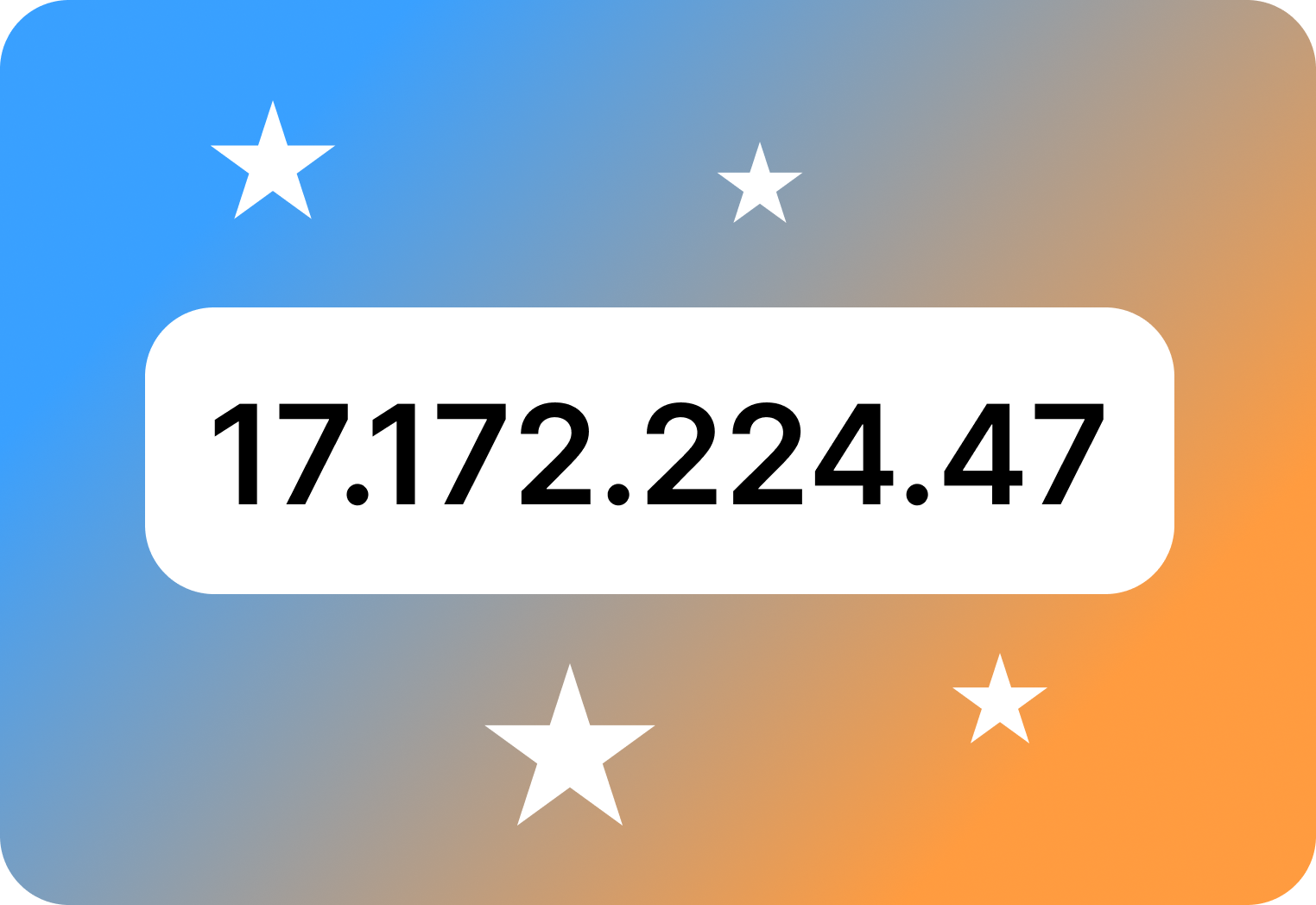
Приклад публічної IP адреси

IP-адреса (від англ. Internet Protocol address) — унікальний числовий ідентифікатор мережевого рівня, що використовується для адресації комп'ютерів чи пристроїв у мережах, які побудовані з використанням стека протоколів TCP/IP (наприклад, Інтернет). У мережі Інтернет потрібна глобальна унікальність адрес, а в локальній мережі — у межах мережі.
У версії протоколу IPv4 IP-адреса має довжину 4 байти, а у версії IPv6 — 16 байтів.
Приклади IP-адрес:
- 192.168.0.1 — IP-адреса для локальної мережі в протоколі IPv4.
- 127.0.0.1 — IP-адреса для локальної мережі, яка має спеціальне значення — localhost.
- 2001:0db8:0000:0000:0000:0000:ae21:ad12.

Процес перетворення доменного імені на адресу IP виконується DNS-сервером.

## Статичні та динамічні IP-адреси
За методом налаштування адресації, IP-адреси поділяються на статичні та динамічні.
Статична (постійна, незмінна) IP-адреса — це адреса, яка вручну налаштовується у налаштуваннях пристрою.
Динамічна (непостійна, змінна) IP-адреса — це адреса, що надається автоматично DHCP-сервером і використовується протягом певного періоду часу, визначеного DHCP-сервером, який надав IP-адресу.
DHCP-сервер може бути налаштований для видачі закріпленої адреси певному пристрою.

## Класифікація адрес IP
Залежно від розмірів мережі кількість адрес варіюється. Для різних потреб існує кілька класів мереж, від яких залежить максимальна кількість адрес для хостів.
Class A
Включає мережі з 1.0.0.0 до 126.255.255.255. Номер мережі визначається першим октетом. Це забезпечує 24-розрядну частину для позначення хостів. Дає можливість використовувати приблизно 16 мільйонів хостів у мережі.
Class B
Вміщає мережі з 128.0.0.0 до 191.255.255.255. Номер мережі визначається першими двома октетами. Включає 16320 мереж з 65024 хостами у кожній.
Class C
Діапазон мереж від 192.0.0.0 до 223.255.255.255. Номер мережі визначається трьома першими октетами. Нараховує близько 2 мільйонів мереж з 254 хостами у кожній.
Class D, E
Адреси, які налічують діапазон з 224.0.0.0 до 254.0.0.0[джерело?] є або дослідними, або збережені для використання у майбутньому і не описують будь-якої мережі.
Класифікація адрес відповідала потребам на початкових стадіях розвитку Інтернету, але вона не могла забезпечити масштабування в умовах стрімкого зростання мережі в 90-х роках. Система класів адресного простору була замінена безкласовою маршрутизацією (CIDR) в 1993 році. CIDR базується на маскуванні підмережі змінних розмірів, що дозволяє розподіляти адреси та проводити маршрутизацію на основі префіксів довільної довжини.

## Види IP адрес

### IPv4
IPv4 (англ. Internet Protocol version 4) — четверта версія IP протоколу, перша версія широкого вжитку. IPv4, описаний в RFC 791 (вересень 1981 року), замінив RFC 760 (січень 1980 року). IPv4 використовує 32-бітові адреси, що обмежують адресний простір 4294967296 можливими унікальними адресами. Зручною формою запису адреси IP (IPv4) є запис у вигляді чотирьох десяткових чисел значенням від 0 до 255, розділених крапками, наприклад, 192.168.0.1.

### IPv6
IPv6 (англ. Internet Protocol version 6) — нова версія протоколу IP, покликана вирішити проблеми, з якими зіткнулася попередня версія (IPv4) при її використанні в Інтернеті, за рахунок використання довжини адреси 128 біт замість 32. Адреси розділяються двокрапками (н-д fe80:0:0:0:200:f8ff:fe21:67cf). Велика кількість нульових груп може бути пропущена за допомогою подвійної двокрапки (fe80::200:f8ff:fe21:67cf). Такий пропуск має бути єдиним в адресі.

## Структура
Адреса IP складається з двох частин: номера мережі та номера вузла. У випадку ізольованої мережі її адреса може бути обрана адміністратором з навмисно зарезервованих для таких мереж блоків адрес (10.0.0.0/8, 172.16.0.0/12 або 192.168.0.0/16). Якщо ж мережа повинна працювати як складова частина Інтернету, то адреса мережі видається провайдером або регіональним інтернет-реєстратором (Regional Internet Registry, RIR). Згідно з даними на сайті IANA існує п'ять RIR: ARIN, який обслуговує Північну Америку; APNIC, який обслуговує країни Південно-Східної Азії; AfriNIC, який обслуговує країни Африки; LACNIC, обслуговує країни Південної Америки й басейну Карибського моря; та RIPE NCC, який обслуговує Європу, Центральну Азію, Близький Схід. Регіональні реєстратори отримують номери автономних систем та великі блоки адрес у IANA, а потім видають номери автономних систем та блоки адрес меншого розміру локальним інтернет-реєстраторам (Local Internet Registries, LIR), зазвичай є великими провайдерами.
Номер вузла в протоколі IP призначається незалежно від локальної адреси вузла. Маршрутизатор входить відразу до кількох мереж. Тому кожен порт маршрутизатора має власну адресу ІР. Кінцевий вузол також може входити до кількох мереж IP. У цьому випадку комп'ютер повинен мати кілька адрес IP, відповідно до кількості мережевих підключень. Таким чином, адреса IP ідентифікує не окремий комп'ютер або маршрутизатор, а одне мережне з'єднання.

## Типи адресації
Є два способи визначення того, скільки бітів відводиться на маску підмережі, а скільки — на адресу IP.
Спочатку використовувалася класова адресація (INET), але з другої половини 1990-х років вона була витіснена безкласовою адресацією (CIDR), за якої кількість адрес у мережі визначається маскою підмережі.
Маска — це число, яке використовується у парі з адресою IP. Двійковий запис маски містить одиниці у тих розрядах, які повинні в адресі IP інтерпретуватися як номер мережі. Оскільки номер мережі є цілою частиною адреси, одиниці у масці також повинні становити безперервну послідовність. Для стандартних класів мереж маски мають такі значення:
- клас А — 11111111.00000000.00000000.00000000 (255.0.0.0);
- клас В — 11111111.11111111.00000000.00000000 (255.255.0.0);
- клас С — 11111111.11111111.11111111.00000000 (255.255.255.0).

## Порівняння типів адресації
Іноді зустрічається запис адрес IP 192.168.5.0/24. Даний вид запису замінює собою вказівку діапазону адрес IP. Число після похилої риски означає кількість одиничних розрядів у масці підмережі. Для наведеного прикладу маска підмережі буде мати двійковий вигляд 11111111.11111111.11111111.00000000 або те ж саме в десятковому вигляді: 255.255.255.0. 24 розряди адреси IP відводяться під номер мережі, а решта {\displaystyle 32-24=8} розрядів повної адреси — під адреси хостів цієї мережі, адресу цієї мережі та широкомовну адресу цієї мережі. Разом, 192.168.5.0/24 означає діапазон адрес хостів від 192.168.5.1 до 192.168.5.254, а так само 192.168.5.0 — адреса мережі та 192.168.5.255 — широкомовна адреса мережі. Для обчислення адреси мережі та широкомовної адреси мережі використовуються формули:
- адреса_мережі = IP_будь-якого_комп'ютера_цієї_сітки AND MASK (адреса мережі дозволяє визначити, що комп'ютери в одній мережі).
- широкомовна_адреса_мережі = IP_будь-якого_комп'ютера_цієї_мережі OR NOT (MASK) (широкомовна адреса мережі сприймається всіма комп'ютерами мережі, як додаткову свою адресу, тобто пакет на цю адресу отримають усі хости мережі, як адресовані особисто їм; якщо на мережний інтерфейс хоста, який не є маршрутизатором пакетів потрапить пакет, адресований не йому, то він буде відкинутий).

Запис адрес IP із зазначенням через слеш маски підмережі змінної довжини також називають адресою CIDR на противагу звичайному запису без вказівки маски, в операційних системах типу UNIX також іменованої адресою INET.

## Особливі адреси IP
У протоколі IP існує кілька угод про спеціальні значення адрес IP: якщо всі біти адреси IP дорівнюють 1, то пакет з такою адресою призначення розсилається усім вузлам, які знаходяться у тій же мережі, де й джерело цього пакета. Таке розсилання називають обмеженим широкомовним повідомленням (limited broadcast). Якщо у полі номера вузла призначення стоять лише одиниці, то пакет, з такою адресою, розсилається усім вузлам мережі з заданим номером мережі. Наприклад, у мережі 192.168.5.0 з маскою 255.255.255.0 пакет з адресою 192.168.5.255 доставляє усім вузлам цієї мережі. Таке розсилання називається широкомовним повідомленням (direct broadcast).

## Стек протоколів TCP/IP
Архітектура протоколів TCP/IP призначена для об'єднаної мережі, що складається зі з'єднаних між собою за допомогою шлюзів окремих різнорідних комп'ютерних підмереж.
Протоколи цієї сім'ї розроблялись для мережі ARPANET Міністерства оборони США, а пізніше отримали широке використання у мережах UNIX-машин та всесвітній мережі Internet. Стек протоколів TCP/IP розроблено та протестовано ще до прийняття стандартів ISO, а тому ієрархію управління в IP-мережах визначають п'ятьма рівнями:
- Hardware level;
- Network interface;
- Internet level;
- Transport level;
- Application level.

1  — нижній рівень Hardware level (рівень 
апаратного забезпечення) описує середовище передавання.
2  — рівень Network interface ('мережний інтерфейс') містить апаратнозалежне програмне забезпечення, яке забезпечує поширення інформації на певному відрізку середовища передавання.
3  — рівень Internet (міжмережний) level представлений протоколами IP, ARP, RARP та ICMP.
4  — протокол IP не забезпечує гарантовану доставку пакетів, збереження порядку та цілісності їх потоку. Ці завдання вирішують протоколи TCP (Transmission Control Protocol) та UDP (User Datagram Protocol), які відносяться до Transport (транспортного) level.
5   — рівню Application (прикладному) level відповідають прикладні задачі, серед яких найбільш відомими є гіпертекстові засоби віддаленого доступу WWW, обмін файлами FTP (File Transfer Protocol), протокол служби логічних імен DNS (Domain Name Service), електронна пошта SMTP (Simple Mail Transfer Protocol) та емуляція терміналу віддаленого UNIX-сервера TelNet.

## Інструменти
- В ОС Windows свою адресу IP можна дізнатись, набравши ipconfig у командному рядку.
- В ОС Unix свою адресу IP можна дізнатись, набравши ifconfig в командному рядку.
- Адресу IP, яка відповідає доменному імені, можна дізнатись за допомогою команди: nslookup example.com.

Для отримання адреси IP клієнт може використовувати один з наступних протоколів:
- DHCP — найпоширеніший протокол налаштування мережних параметрів.
- BOOTP — простий протокол налаштування мережної адреси, зазвичай використовується для бездискових станцій.
- Zeroconf — протокол налаштування мережної адреси, визначення імені, пошук служб.
- RARP — застарілий протокол, який використовує зворотну логіку (з апаратної адреси — в логічну) популярну і донині у широкомовних мережах протоколу ARP. Не підтримує розповсюдження інформації про довжину маски (не підтримує VLSM).